# Charlotte Kroløkke
Charlotte Kroløkke (født 1965 er en dansk professor og køns- og kulturforsker. Hun vandt KRAKA-prisen i 2011 og har udgivet flere bøger om bl.a. kulturanalyse og kommercialisering af kropsvæsker.
Charlotte Kroløkke er uddannet retoriker og er professor ved Institut for Kulturvidenskaber ved Syddansk Universitet. Før hun kom til Syddansk Universitet, havde hun haft ansættelse ved amerikanske universiteter.

## Udgivelser
- Global Fluids - The Cultural Politics of Reproductive Waste and Value